# 李繼瑭
李繼瑭，唐朝末年将领，凤翔节度使李茂贞的义子，驻守同州（治今陕西省大荔县）。
乾宁四年（897年）四月，李茂贞以同州防御使李继瑭升补匡國軍節度使。李继瑭听说朝廷要讨伐李茂贞，十分惧怕，韩建又从中威逼，李继瑭于是逃奔凤翔。十月，朝廷任命韩建为镇国、匡国两军节度使。